# Bactris cubensis
Bactris cubensis es una especie de palmera originaria del macizo Nipe-Sagua-Baracoa y este de Sierra Maestra en el este de Cuba a una altitud de entre 40 y 700 metros.

## Descripción
B. cubensis alcanza un tamaño de 2.7 hasta 6.4 m de altura en grupos de 6 a 12 tallos.
Según Salzman y Judd, B. cubensis forma un clado con B. plumeriana y B. jamaicana, las otras especies de Bactris en las Antillas Mayores.

## Taxonomía
Bactris cubensis fue descrita por Max Burret y publicado en Kongliga Svenska Vetenskaps Academiens Handlingar, n.s. 6(7): 25. 1929